# Iván Chérezov
Iván Yúrievich Chérezov (en ruso: Иван Юрьевич Черезов; Izhevsk, 18 de noviembre de 1980) es un deportista ruso que compitió en biatlón.
Participó en dos Juegos Olímpicos de Invierno, obteniendo una medalla de plata en Turín 2006, en la prueba de relevos, y aunque obtuvo una medalla de bronce en Vancouver 2010, también en el relevo, perdió esa medalla por dopaje de su compañero de relevo Yevgueni Ustiúgov.
Ganó cuatro medallas en el Campeonato Mundial de Biatlón entre los años 2005 y 2009, y una medalla de plata en el Campeonato Europeo de Biatlón de 2003.

## Palmarés internacional
| Juegos Olímpicos   | Juegos Olímpicos            | Juegos Olímpicos  | Juegos Olímpicos |
| Año                | Lugar                       | Medalla           | Prueba           |
| ------------------ | --------------------------- | ----------------- | ---------------- |
| 2006               | Turín (Italia)              | Medalla de plata  | Relevo           |
| 2010               | Vancouver (Canadá)          | DSC               | Relevo           |
| Campeonato Mundial |                             |                   |                  |
| Año                | Lugar                       | Medalla           | Prueba           |
| 2005               | Janty-Mansisk (Rusia)       | Medalla de oro    | Relevo mixto     |
| 2007               | Antholz (Italia)            | Medalla de oro    | Relevo           |
| 2008               | Östersund (Suecia)          | Medalla de oro    | Relevo           |
| 2009               | Pyeongchang (Corea del Sur) | Medalla de bronce | Salida en grupo  |
| Campeonato Europeo |                             |                   |                  |
| Año                | Lugar                       | Medalla           | Prueba           |
| 2003               | Forni Avoltri (Italia)      | Medalla de plata  | Relevo           |